# عبد الله الميهوب
عبد الله موسى الميهوب العبيدي (1945- 2012 م) حقوقي وسياسي وأستاذ جامعي ليبي، عضو المجلس الوطني الانتقالي. كان معارضًا لنظام الرئيس معمَّر القذافي.

## سيرته
وُلد عبد الله موسى الميهوب العبيدي في بنغازي، سنة 1945م. حصل على شهادة دكتوراه الدولة الفرنسية في فلسفة القانون الدَّولي والمدني في الملكية الخاصَّة عام 1972، عمل مستشارًا قانونيًّا لمجلس قيادة الثورة سنة 1975، وأصبح عميدَ كلية القانون في جامعة قاريونس عام 1976، وفي العام التالي 1977 فُصل من الجامعة، بسبب خلافه مع العقيد مُعمَّر القذَّافي في موضوع الكتاب الأخضر وسُلطة الشعب، في ندوة منقولة على الهواء مباشرة، وحُرم من جميع حقوقه المدنية عام 1978. 
ترك المجال السياسي إلى أن قامت ثورة فبراير فصار عضوًا بالمجلس الانتقالي، ممثلًا لمدينة القبة في المجلس.

## وفاته
توفي عبد الله الميهوب في القاهرة، صباح يوم 3 يناير 2012.